# Memorial del Holocausto de la ONU
El 27 de enero de 2005 la Asamblea General de la ONU realizó una cesión especial en recordatorio de la liberación del campo de concentración de Auschwitz el 27 de enero de 1945. Esta fue la primera vez que la organización internacional realizó este recordatorio en busca de prevenir futuros genocidios organizados. Y marco el día 27 de enero como el Día Internacional de la Memoria de la Víctimas del Holocausto. A partir de esa fecha se le rinde homenaje a distintos temas del genocidio.
En el año 2011 se le dio tributo al sufrimiento de la mujer durante el holocausto:

Madres e hijas, abuelas, hermanas, y tías, vieron sus vidas cambiadas para siempre, sus familias separadas, y sus tradiciones destruidas, (...). Y a pesar de los actos atroces de discriminación, encontraron su forma de luchar en contra de sus perseguidores.
Secretario general de la ONU Ban Ki-moon

El 2012 se homenajeó a los niños víctimas del holocausto, con lo cual se proyectó "THE LAST FLIGHT OF PETR GINZ". Una película que cuenta la historia de Petr Ginz, un niño judío que lucho contra sus opresores por medio del arte y la escritura, por la cual se puede saber lo que ocurría durante el Holocausto.